# Tullio Rossi
Tullio Rossi (Roma, 2 de juny de 1948) és un ciclista italià que fou professional entre 1973 i 1978. En el seu palmarès destaca una victòria d'etapa al Giro d'Itàlia de 1973.

## Palmarès
- 1969 (amateur)
  - 1r al Trofeu Salvatore Morucci
- 1970 (amateur)
  - 1r a la Copa Giulio Burci
- 1973
  - Vencedor d'una etapa al Giro d'Itàlia

### Resultats al Giro d'Itàlia
- 1973. 74è de la classificació general. Vencedor d'una etapa
- 1974. Abandona (21a etapa)
- 1976. 78ºè de la classificació general

### Resultats al Tour de França
- 1977. Fora de control (17a etapa)

### Resultats a la Volta a Espanya
- 1978. 61è de la classificació general